# План на урок
План на урок (ПУ, на английски: Lesson plan) е подробно описание на последователните действия на преподавателя и обучаемите за един учебен час, т.е. сценарий на урока. Всеки един ПУ включва някои или всички от следните елементи:
1. Тема на урока.
2. Цел(и) на урока.
3. Необходими входни знания и умения, които да притежават обучаемите, за да преминат към тази тема.
4. Очаквани резултати от обучението по темата.
5. Необходими учебни материали за задачите по темата
6. Необходимото време за реализация на дейностите.
7. Отделните дейности на преподаващия и обучаемите в часа.

•	Какъв подход ще е подходящо да се използва, за да се въведе темата (чрез показване на изображения или модели, задаване на помощни въпроси, преговор на предходния урок и др.)?
•	Как преподавателят ще фокусира вниманието на учащите?
1. Отделните дейности в часа на обучаемия;

•	Какво преподаващия очаква обучаемите да направят или кажат?
•	Какви задачи се очаква да изпълнят?
1. Резюме – възможността преподавателя да направи обобщение на казаното и направеното през часа.
2. Оценяване– някои, но не всички уроци имат оценителен компонент, с чиято помощ преподаващия може да провери знанията и уменията на обучаемите. За целта може да се използват набор от въпроси, на които обучаемите ще трябва да отговорят или задачи, които да изпълнят.
3. Анализ – този компонент дава на учителя възможност да си отговори на въпроси като:

•	Как е преминал урокът?
•	Как са реагирали обучаемите?
•	Как да бъде подобрен начина на подготовка и представяне на урока в бъдеще?